# Hyalotheca undulata
Hyalotheca undulata là một loài Song tinh tảo trong họ Desmidiaceae, thuộc chi Hyalotheca.